# محمودیه (تهران)
محمودیه به محله‌ای اعیان‌نشین در شمال شهر تهران گفته می‌شود که از شمال به محله زعفرانیه و ولنجک، از جنوب به بزرگراه چمران و چهارراه پارک وی، از شرق به خیابان ولی‌عصر و اراضی حاج محمود کشتکار و از غرب به محله اوین محدود می‌شود. محلهٔ محمودیه تا حدودی به تجریش نزدیک است. این محله نسبتاً مرتفع است و در بلندی ۱۶۰۰ متری از سطح دریا قرار دارد. محمودیه از ثروتمندترین محلات تهران می‌باشد که بسیاری از رجال سیاسی و ثروتمندان تهران در آن ساکنند.
محمودیه از اولین مناطق شمیران بود که در دههٔ ۵۰ میلادی توسط افراد ثروتمند و با نفوذ برای زندگی انتخاب شد. اگرچه این محله از دیرباز محل سکونت افراد ثروتمند بوده، اما بافت این محله هیچ وقت پر زرق و برق نبوده‌است. بعضی افراد سرمایه‌دار که ترجیح می‌دادند سرمایهٔ خود را جهت خودنمایی به کار نبرند در این منطقه ساکن می‌شدند. به همین دلیل است که در این ناحیه خانه‌هایی در زمین‌های پهناور و وسیع با باغ‌هایی زیبا، آمیخته با معماریِ غنی به چشم می‌خورد و این محله در مقایسه با محله‌های مرفه‌نشینِ مشابه مانند الهیه و نیاوران، دارای کم‌تر خانه‌هایی با چشم‌انداز مدرن و پر زرق و برق است و بسیاری از خانه‌های این محله دارای نماهای اغراق‌آمیز نمی‌باشند. می‌توان گفت که در این محله ماهیتِ سرمایه و ثروت در قالب ویلاهای مدرن و ساختمان‌هایی با نماهای بُرُنز و مرمر نمود پیدا نمی‌کند؛ بلکه در محمودیه از قدیم عمارت‌های باغ‌مانند و سرسبز مورد توجه بوده‌است.
به همان دلایل ذکر شده در بالا، محلهٔ محمودیه در گذشته به عنوان یک مکانِ شیک بین محله‌های متمولِ تهران مطرح نبوده و خوشبختانه از موجِ ساخت و سازهای بی‌رویه و گران‌قیمت در شمال تهران در دههٔ ۹۰ در امان بوده‌است و کم‌تر آسیب دیده‌است. اگرچه این الگو در چند سال اخیر تغییر نموده‌است و این بافتِ سنتی و سرسبز و ویلاهای درون آن آرام‌آرام جای خود را به برج‌های مسکونی پر زرق و برق می‌دهند.
گلی ترقی نویسندهٔ شهیر ایرانی در این محله بزرگ شده‌است و بازتاب خاطرات خود در این محله را در بعضی کارهای خود ارائه داده‌است.

## تاریخچه
محمودیه در گذشته شامل آبادی و باغ‌هایی بوده‌است که در دو کیلومتری جنوب غربی تجریش واقع بوده‌است.
خیابان‌های اصلی این محله: الف، ب، ج ، دال و اسفرجانیه (به پاس زحمات مهدی اسفرجانی) نام داشت.
در خصوص زمان شکل‌گیری و وجه تسمیهٔ این محله دو عقیده وجود دارد:
۱-این محله در زمان رضاشاه پهلوی به وجود آمده‌است و شخصی به نام محمودیه ساکن قدیمی این محله بوده که در زمان شکل‌گیری این محل زحمات بسیار زیادی برای این محله کشیده‌است.
۲-در زمان محمد شاه قاجار، پدر ناصرالدین شاه، در این محله قصری برای شاه ساخته شد که نامش را محمدیه گذاشتند. اما این قصر به شاه وفا نکرد و به محض اینکه شاه وارد قصر جدیدش شد دار فانی را وداع گفت و قصر محمدیه متروکه ماند. این محدوده قبل از آن عباسیه نام داشت و دلیلش آن بود که به وزیر محمد شاه به نام حاج میرزا آقاسی که نام کوچکش عباس بود تعلق داشت. بخش‌هایی از زمینهای محمودیه را حاج محمدحسین امین‌الضرب، تاجر ثروتمند عصر ناصرالدین شاه خریداری کرد و در سال ۱۲۷۹ اولین کارخانه مولد برق جهت روشنایی محمودیه در چهار راه دکتر حسابی توسط حاج محمود کشتکار تأسیس گردید.
در این محله در گذشته یک میدان‌گاه به نام توتستان کشتکار و همچنین یک یخچال طبیعی به نام یخچال کشتکار متعلق به حاج محمود کشتکار وجود داشته‌است که متأسفانه از آن‌ها هیچ اثری باقی نمانده‌است. این عراضی به این دلیل محمودیه نام گرفته‌است.

## اماکن مهم
محمودیه شامل فروشگاه‌ها و پاساژهای لوکس مختلفی است که از گران‌ترین مراکز خرید تهران به‌شمار می‌آیند. مشهورترین پاساژ این محله، پاساژ محمودیه می‌باشد که گران‌ترین مرکز خرید ساعت در شهر تهران و قطب ساعت‌های لوکس این شهر است. پالادیوم مال هم از مراکز خرید گران و بزرگ تهران است.
سفارت کشور مالزی در این محله و در کوچهٔ چنگیزی واقع شده‌است. هم‌چنین سفارت کشور زیمبابوه، سفارت کشور ژاپن و سفارت کشور اسلوواکی و سفارت فنلاند در این محله و در خیابان مقدس اردبیلی واقع شده‌اند و سفارت کشور ساحل عاج نیز سابقاً در این منطقه و در خیابان تیر قرار داشت.
از سال ۱۳۹۶ مصاحبه‌ها و ملاقات‌های مراجعه‌کنندگان به سفارت فرانسه جهت اخذ ویزا در پاساژ پالادیوم در محله محمودیه انجام خواهد شد.

## خیابان‌های مهم
از خیابان‌های مهم این محله می‌توان به خیابان محمودیه، خیابان مقدس اردبیلی (پیراسته)، الف، ب و جمشید مشایخی (جیم) نام برد.

## بانک‌ها
بانک‌های مختلفی نظیر بانک ملی،بانک شهر،بانک ملت،بانک آینده،بانک صادرات،بانک تجارت،بانک سپه،بانک پاسارگاد و بانک پارسیان در این محله دارای شعبه هستند.

## گسل محمودیه
محلهٔ محمودیه بر روی گسلی به همان نام قرار گرفته‌است. گسل محمودیه به طول حداقل ۱۱ کیلومتر و امتداد شرقی-غربی، در گستره محمودیه تا پایان بزرگراه چمران و شمال هتل استقلال دیده می‌شود. این گسل به همراه گسل‌های نیاوران و گسل شمال تهران (که تجریش، زعفرانیه، الهیه و فرمانیه را در بر می‌گیرد) منطقهٔ شمیرانات و به‌طور کلی شمال تهران را به یکی از حساس‌ترین نقاط این شهر به هنگام زلزله بدل کرده‌است.

## نام محمودیه در اسناد ویکی لیکس
در گزارشی که از اسناد ویکی‌لیکس منتشر شده، نام محمودیه به همراه الهیه و فرمانیه به عنوان یکی از گران‌قیمت‌ترین مناطق شمیران ذکر شده‌است. در این گزارش ذکر شده که این مناطق شیکترین و ثروتمندترین مناطق تهران هستند که در چند سال گذشته پیشرفت و توسعهٔ زیادی داشته‌اند.